# April Scott
April Ann McIntosh (Campbell, Misuri; 29 de enero de 1979) es una actriz y modelo estadounidense conocida profesionalmente como April Scott.

## Biografía
Ha aparecido en programas de televisión como Deal or No Deal, The Shield, CSI: Miami, y Siempre soleado en Filadelfia, así como películas como The Dukes of Hazzard: El principio, Penthouse, Living Will y Angel Investors.
Actualmente es la presentadora del programa de televisión Model Turned Superstar en el canal 4K Universe. El programa se transmite todos los martes por la noche a las 9 / 8c del 28 de junio al 25 de octubre (18 episodios).